# Battlefield 2: Special Forces
Battlefield 2: Special Forces is een uitbreiding op het computerspel Battlefield 2. Er worden in dit uitbreidingspakket nieuwe wapens geïntroduceerd, bijvoorbeeld de AH-64 Apache Longbow en de Hind gevechtshelikopter. Het spel is in november 2005 uitgebracht door EA Games, precies 5 maanden na de uitkomst van het basisspel.

## Nieuwe mogelijkheden
Er zijn veel wijzigingen in het spel bijvoorbeeld de kits. Een kit is een samenstelling van wapens die een speler kan kiezen. Een voorbeeld van een kit is de antitankkit, bestaande uit een mes, een pistool, een machinegeweer en een antitankwapen. De speler kan de kits niet wijzigen, ze staan vast. Wel kan je online zogenaamde unlock-wapens verkrijgen. Als je online een bepaalde rang hebt verkregen, kan je kiezen welk unlock-wapen je wilt hebben ( dus bijvoorbeeld voor de sluipschutters kit een ander sluipschuttersgeweer.) In Special Forces zijn de kits soms veel stiller, bijvoorbeeld een pistool met geluiddemper.
Er kan ook gebruik worden gemaakt van traangas, waarbij de speler geen duidelijk beeld ziet. Spelers kunnen zich tegen traangas beschermen door een gasmasker te dragen. Ook is er de Night-visionfunctie, waarmee de speler beter in het donker kan zien.
Veel kits hebben een werphaak of een kruisboog met uitzondering van bijvoorbeeld de hospik en de ondersteuningskits. Met de werphaak kan de speler zonder ladder op daken komen, terwijl hij met de kruisboog grote afstanden kan afleggen door langs een afgeschoten kabel te zeilen.

## Speelvelden
Bij dit uitbreidingspakket worden acht nieuwe speelvelden (maps) geleverd, waarvan een aantal alleen online gespeeld kunnen worden. Een aantal van deze speelvelden speelt zich 's nachts af. In deze nachtelijke speelvelden kan de nachtkijker toegepast worden.

## Teams
De uitbreidingsset bevat zes nieuwe teams:
- Navy SEALs - De speciale eenheid van de VS.
- British SAS - De Special Air Service, een speciale eenheid van Groot-Brittannië.
- Russian Spetsnaz - Speciale eenheid van Rusland (Spetsnaz is 'speciale eenheid' in het Russisch).
- MEC Special Forces - Speciale eenheid van het fictieve leger MEC.
- Rebels - Rebellen.
- Insurgents - Een andere groep van rebellen.